# Rio Afinetul
O Rio Afinetul é um rio da Romênia afluente do rio Râul Mare, localizado no distrito de Alba.